# 绍波尔曹
绍波尔曹，是匈牙利巴兰尼亚州所辖的一个村。总面积9.65平方公里，总人口238，人口密度24.7人/平方公里（2011年1月1日）。